# Wei Yinting
Wei Yinting (en chino: 韦胤廷; 7 de enero de 1998) es un deportista chino que compite en halterofilia. Ganó una medalla de plata en el Campeonato Mundial de Halterofilia de 2023, en la categoría de 73 kg.

## Palmarés internacional
| Campeonato Mundial | Campeonato Mundial    | Campeonato Mundial | Campeonato Mundial |
| Año                | Lugar                 | Medalla            | Categoría          |
| ------------------ | --------------------- | ------------------ | ------------------ |
| 2023               | Riad (Arabia Saudita) | Medalla de plata   | 73 kg              |